# 牧野富太郎
牧野富太郎（日语：／ Makino Tomitarō，1862年5月22日—1957年1月18日）为日本植物学家，他专业于分类学研究。其是日本第一位使用林奈分类系统分类日本植物的植物学家，因此其也被称为“日本植物学之父”。逝世後贈從三位，並追贈勳二等旭日重光章及文化勳章。

## 生平
1862年出生于土佐国佐川村（现高知县佐川町），童年时期父母与祖父相继去世，由祖母抚养长大。11岁时进入名教馆学习，接触了西方地理学、天文学和物理学知识，2年后因名教馆改制为佐川小学校而决定中途退学（此后再未接受学校教育）。退学后研究植物收集、观察等，17岁时接触了西方植物学并开始发表植物学论文。
1884年（22岁）移居东京，在东京帝国大学（现东京大学）从事植物学研究。
1927年（65岁），通过发表论文从东京帝国大学取得理学博士学位。

### 影響
在吳永華所著的《被遺忘的日籍台灣植物學者》一書，介紹了先後來台灣研究與紀錄植物的學者：牧野富太郎、大渡忠太郎、內山富次郎、田代安定、早田文藏、川上瀧彌、島田彌市、佐佐木舜一、金平亮三、山本由松、工藤祐舜、正宗嚴敬等12位，牧野富太郎是最早來台灣的植物學者之一。